# 全国家庭科教育協会
全国家庭科教育協会（ぜんこくかていかきょういくきょうかい）は、日本の家庭科教員団体。略称 ZKK。

## 概要
全国家庭科教育協会は昭和25年4月1日に設立された家庭科教員団体である。小学校家庭科の存置問題に取り組み、昭和25年6月22日に小学校家庭科存置の決定を勝ち取っている。その後、当初選択科目であった高校家庭科の女子のみ必修化、および中学校に新設予定であった「技術科」の「技術・家庭科」への名称変更に向けた活動を行いすべて実現させている。これにより、男女の学習内容の違いが鮮明になったことで、一部からは男女差別が指摘されるようになった。

## 歩み
- 1949年（昭和24年）9月 - 小学校家庭科存廃問題が起こり小学校家庭科教員決起。
- 1950年（昭和25年）4月1日 - 家庭科教育推進のため小・中・高等学校・大学の家庭科教員の全国的組織の必要から「全国家庭科教育協会」を結成。第１回総会
- 同5月14日 - 会則作成。会長：山崎匡輔（当時東京都教育委員長）、副会長：遠藤テイ（埼玉県細田学園副校長）、理事長：重松伊八郎（元文部省図書監修官）、理事：東京都小・中・高校の家庭科教員、事務所：理事長宅（杉並区和泉町201）
- 同6月22日 - 小学校家庭科存置と決定
- 1951年（昭和26年）1月 - 機関誌　『家庭科』　第１号発行
- 同4月1日 - 第2回（昭和25年度）総会
- 同7月 - 調理用標準計量カップ、スプーンを制定、全国に配布。協会の略称をZKKとする。
- 同7月31日 - 事務所移転（千代田区神田淡路町2-5）
- 1952年（昭和27年）3月19日 - 高等学校の家庭科を女子に必修とする件につき請願書提出。
- 同4月20日 - 事務所移転（東京都上野公園、都立竹台高等学校内）。
- 同10月 - 高等学校の家庭科を女子に必修とする件につき請願書再度提出。
- 1953年（昭和28年）8月7日 - 全国高等学校家庭クラブ連盟結成大会。
- 1954年（昭和29年）4月1日 - 会長：山崎匡輔辞任、新会長：石山脩平（東京教育大学教授）。
- 同12月 - 高等学校教育課程改訂により「女子については家庭科は4単位を履修させることが望ましい」となる。
- 1955年（昭和30年）9月30日 - 事務所移転（千代田区神田神保町1-62）。
- 1958年（昭和33年）3月6日 - 中学校の教育課程改定に伴い「職業・家庭科」が廃止され、「技術科」と改称されるを知り、「家庭科」の名称存続の請願書提出。
- 同3月27日 - 会長：石山脩平辞任、新会長：石三次郎（東京教育大学教授）。
- 同3月30日 - 小学校の家庭科の時間統一、教員の再教育、施設設備の充実、教科書の発行に関する請願書提出。
- 同10月1日 - 中学校「職業・家庭科」が「技術・家庭科」となる。
- 1959年（昭和34年）1月 - 高等学校の家庭科教育内容について全国的に調査。
- 同3月29日 - 高等学校「女子に家庭科４単位必修とすることの必要」について決議し、請願書提出。
- 同12月15日 - 家庭クラブ会館落成、事務所を会館内に移転（渋谷区代々木3-20-6）
- 1960年（昭和35年）3月30日 - 小学校家庭科最低施設設備に関する請願の件決議、請願書提出。小学校研究発表集録編集
- 同12月2日 - 高等学校普通課程の家庭科施設設備費国庫補助の請願。
- 1961年（昭和36年）4月 - 理事長：大山サカエ辞任、新理事長：戸賀崎理（東京都立三田高等学校教諭）。
- 同12月30日 - 高等学校普通課程の家庭科施設設備費国庫補助請願により 3,000万円と決定。
- 1962年（昭和37年）12月 - 高等学校普通課程の家庭科施設設備費国庫補助請願により 3,000万円と決定。
- 1963年（昭和38年）12月 - 高等学校普通課程の家庭科施設設備費国庫補助請願により 3,000万円と決定。高等学校商業課程の家庭科施設設備費国庫補助請願により1,000万円と決定。
- 1964年（昭和39年）7月18日 - 役員交代　会長：西村三郎（東京都立三田高等学校校長）、副会長：大山サカエ（東京都立立川短期大学助教授）、理事長：藤原澄子（東京都立竹早高等学校教諭）。
- 同12月 - 高等学校普通科、商業科、家庭科施設設備費国庫補助請願により5,000万円と決定。
- 1965年（昭和40年）12月 - 高等学校普通科、商業科、家庭科施設設備費国庫補助申請により5,500万円と決定(10年計画の初年度）
- 1966年（昭和41年）7月30日〜8月22日 - 第１回欧米家庭教育事情視察団結成。
- 1967年（昭和42年）2月 - 高等学校普通科、商業科、家庭科施設設備費国庫補助請願により6,000万円と決定（10年計画の第2年度）。
- 1968年（昭和43年）1月 - 高等学校家庭科設備費国庫補助請願により6,500万円と決定（10年計画の第3年度）。
- 1969年（昭和44年）1月 - 高等学校家庭科設備費国庫補助請願により7,000万円と決定（10年計画の第4年度）。
- 1970年（昭和45年）1月 - 高等学校家庭科設備費国庫補助請願により7,500万円と決定（10年計画の第5年度）。
- 1971年（昭和46年）1月 - 高等学校家庭科設備費国庫補助請願により7,875万円と決定（10年計画の第6年度）。
- 同3月 - 会長：西村三郎辞任、新会長：山本キク（大妻女子大学教授）。
- 1972年（昭和47年）1月 - 高等学校家庭科設備費国庫補助請願により8,268万8千円と決定（10年計画の第7年度）。中学校産業教育設備費国庫補助請願により１億３千万円と決定。
- 同5月 - 副会長：大山サカエ辞任、新副会長：仙波千代（大妻女子大学教授）。理事長：藤原澄子辞任、新理事長：山口喜久枝（東京都立園芸高等学校教諭）。
- 1973年（昭和48年）1月 - 高等学校普通科家庭科設備費国庫補助請願により設備費9,233万5千円（10年計画の第8年度）、施設費１億5,038万1千円と決定。
- 同9月11日 - 会長：山本キク逝去により新会長：仙波千代（大妻女子大学教授）。
- 1974年（昭和49年）3月 - 副会長：寺元芳子（和洋女子大学教授）。
- 1976年（昭和51年）4月 - 理事長：山口喜久枝辞任、新理事長：伊藤千恵子（東京都立武蔵丘高等学校教諭）
- 1983年（昭和58年）3月27日〜29日 - 第34回（昭和57年度）研究大会ならびに総会開催：「家庭科教育について」大会宣言。
- 同4月 - 理事長：伊藤千恵子辞任、新理事長：越部朋子（東京都立上野高等学校教諭）。
- 同11月3日 - 会長：仙波千代　勲3等瑞宝章を受章。
- 1984年（昭和59年）3月27日〜29日 - 第35回（昭和58年度）研究大会ならびに総会開催：「家庭科教育について」大会宣言。
- 1990年（平成2年）3月28日 - 40周年記念式典ならびに祝賀会開催。
- 2000年（平成12年）3月29日 - 50周年記念式典ならびに祝賀会開催。

## 所在地
- 所在地 東京都渋谷区代々木3-20-6 家庭科クラブ会館